# Prințesa Leopoldina a Braziliei
Prințesa Leopoldina a Braziliei (13 iulie 1847 – 7 februarie 1871) a fost membră a familiei imperiale braziliene, al treilea copil și a doua fiică a împăratului Pedro al II-lea al Braziliei și a soției lui, Teresa Cristina a celor Două Sicilii. Prin căsătorie a devenit Prințesă de Saxa-Coburg și Gotha și Ducesă de Saxonia. După ce a avut patru fii, a murit la vârsta de 23 de ani de febră tifoidă.